# Maxillaria crocea
Maxillaria crocea är en orkidéart som beskrevs av John Lindley. Maxillaria crocea ingår i släktet Maxillaria och familjen orkidéer. Inga underarter finns listade i Catalogue of Life.

## Bildgalleri

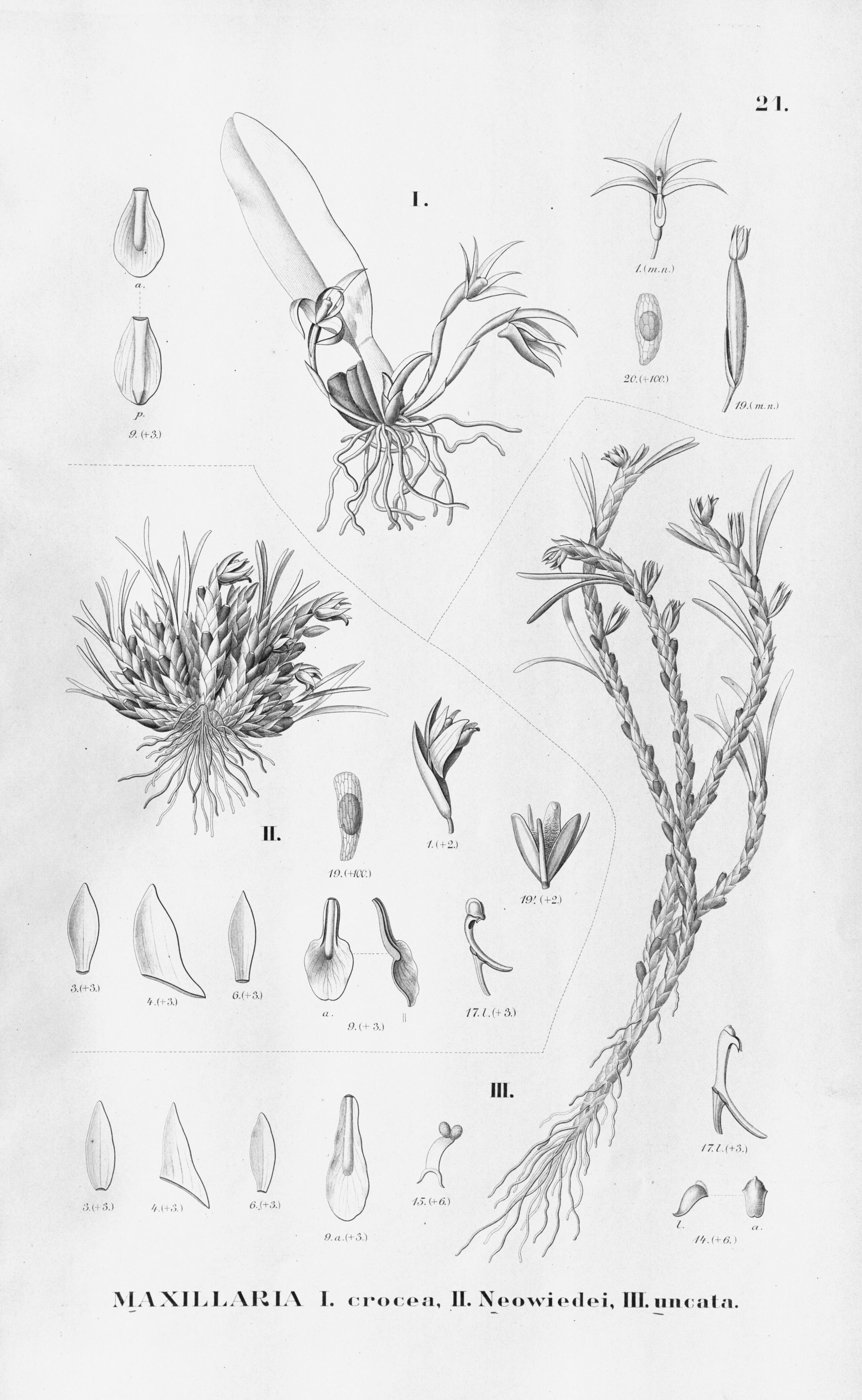